# Schwangerbach (Schwalb)
Der Schwangerbach ist ein knapp siebeneinhalb Kilometer langer rechter Zufluss der Schwalb im französischen Département Moselle.

## Geographie

### Verlauf
Der Schwangerbach entsteht im Bitscher Land aus zwei Quellbächen etwa anderthalb Kilometer nordöstlich von Lemberg. Der linke, etwas längere Quellast, hat seinen Ursprung in einem kleinen See auf eine Höhe von 312 m am Osthang des Rundenkopfes (406 m).
Der Bach fließt zunächst durch ein enges Tal in nördlicher Richtung und vereinigt sich dann mit dem aus dem Schoenthal kommenden rechten Quellbach. Der Schwangerbach passiert nun den nach ihm benannten Ort, wendet sich danach nach Nordwesten, Er durchfließt Ortschaft Reyersviller und wird dann auf seiner rechten Seite vom Balschbach und kurze Zeit später vom Flegelsbach gespeist.
Bei Siersthal mündet er schließlich auf einer Höhe von 267 m in die Schwalb.
Der etwa 7,4 Kilometer lange Lauf des Schwangerbachs endet ungefähr 267 Höhenmeter unterhalb des Ursprungs seines rechten Quellbachs, er hat somit ein mittleres Sohlgefälle von etwa 6,1 ‰.

### Einzugsgebiet
Das Einzugsgebiet des Blümelsbachs liegt im Bitscher Land und wird durch ihn über die Schwalb, den Hornbach, den Schwarzbach, die Blies, die Saar, die Mosel und den Rhein zur Nordsee entwässert.
Es grenzt
- im Nordosten an das Einzugsgebiet des Schorbach, der in den Hornbach mündet und an das des Hornbachs selbst,
- im Südosten an das des Wiessbachs, der über die Nördliche Zinsel und die Moder in den Rhein entwässert,
- im Südwesten an das des Grentzbachs, der über die Eichel in die Saar entwässert und
- im Nordwesten an das des Ruisseau du Grossthal, der in die Schwalb mündet.

Die höchste Erhebung ist der Kreuzberg mit 421 m im Südosten des Einzugsgebiets.
Das Einzugsgebiet ist zum größten Teil bewaldet.

### Zuflüsse
- Kuesselbach (links), 1,1 km[3]
- Ruisseau le Balsch (Balschbach) (rechts), 1,9 km
- Ruisseau Flegels (Flegelsbach) (rechts), 1,8 km